# سوت (رومانی)
شهر سوت (به رومانیایی: Sovata) در شهرستان موره در کشور رومانی واقع شده‌است. جمعیت این شهر ۱۲٬۲۱۹ نفر  است.